# راكيل
راكيل (بالبرتغالية: Gabi Castrovinci‏) هي عارضة برازيلية، ولدت في 10 يناير 1986 في كوريتيبا في البرازيل.